# Episodi di What's Anna (seconda stagione)
La seconda stagione di What's Anna è andata in onda su Dea Kids dal 29 novembre al 31 dicembre 2021. I primi 20 episodi sono stati trasmessi regolarmente ma la settimana successiva sono stati saltati gli ultimi 2 episodi trasmessi successivamente il 23 dicembre 2021 
| nº | Titolo                     | Prima visione    |
| -- | -------------------------- | ---------------- |
| 1  | È tornato mio fratello     | 29 novembre 2021 |
| 2  | Rudyland                   | 29 novembre 2021 |
| 3  | Farfalle nello stomaco     | 30 novembre 2021 |
| 4  | Capre Tibetane             | 30 novembre 2021 |
| 5  | Di che segno sei?          | 1 dicembre 2021  |
| 6  | Aggiudicato                | 1 dicembre 2021  |
| 7  | La teoria del malissimo    | 2 dicembre 2021  |
| 8  | FrizzaFrizzy               | 2 dicembre 2021  |
| 9  | Il Miss Masterfooood       | 3 dicembre 2021  |
| 10 | Asana Tisana               | 3 dicembre 2021  |
| 11 | Broccoli e Zombie          | 6 dicembre 2021  |
| 12 | In nome dell'amore         | 7 dicembre 2021  |
| 13 | Da grande                  | 8 dicembre 2021  |
| 14 | Miss Mastermind in vacanza | 9 dicembre 2021  |
| 15 | Gli scienziatonti          | 10 dicembre 2021 |
| 16 | Il nemico di Rudy          | 13 dicembre 2021 |
| 17 | Scoop                      | 14 dicembre 2021 |
| 18 | Le LadyBeats               | 15 dicembre 2021 |
| 19 | Anime gemelle              | 16 dicembre 2021 |
| 20 | Un'altra possibilità       | 17 dicembre 2021 |
| 21 | L'uovo di Pasqua           | 23 dicembre 2021 |
| 22 | L'anello                   | 23 dicembre 2021 |